# The Microphones
The Microphones — американський інді-фолк, інді-рок та експериментальний проєкт з Олімпії, штат Вашингтон. Проєкт був заснований у 1996 році та припинив діяльність у 2003 році з коротким возз'єднанням у 2007 році та відновленням у 2019 та 2020 роках. У кожній ітерації The Microphones гурт очовав Філ Елверум. Елверум є основним автором пісень і продюсером альбомів гурту, але він також співпрацював з іншими місцевими музикантами під час інших записів і турів. Багато записів Елверума з початкового періоду проєкту вийшли на лейблі K Records.
З 2003 року Елверум записує та виступає переважно під назвою Mount Eerie. У червні 2019 року він відіграв разовий концерт в Анакортесі, штат Вашингтон, під назвою The Microphones і оголосив про вихід нового альбому Microphones, Microphones in 2020, у серпні 2020 року.

## Історія

### Ранні роки
Філ Елверум залучився до вашингтонської музичної сцени, працюючи в The Business, магазині звукозаписів у своєму рідному місті Анакортес, у середині 1990-х років. Ельверум почав експериментувати із звукозаписуючим обладнанням у задній частині магазину, що призвело до того, що власник магазину Брет Лансфорд випустив дві касети (Microphone і Wires and Cords) на своєму лейблі KNW-YR-OWN. Елверум також грав на барабанах у групі Лансфорда, D+, до переїзду в Олімпію в 1997 році, щоб навчатися у Колледжі вічнозеленого штата.
Під час перебування в Олімпії Елверум привернув увагу власника K Records і музиканта Келвіна Джонсона. Після деякого часу запису на студії Dub Narcotic Елверум зміг завершити свій перший повноформатний альбом, компакт-диск під назвою Tests, який вийшов 1998 року на Elsinor Records. Tests поєднав пісні з його попередніх касетних релізів і нещодавно зроблених записів Dub Narcotic. У той же час Елверум випустив свій перший 7-дюймовий сингл «Bass Drum Dream» на Up Records.

### Роки K Records
Елверум повільно отримав визнання як талановитий продюсер і інженер звукозапису в студії. Допомагаючи, часто анонімно, багатьом місцевим виконавцям, він розпочав роботу над своїм другим повноформатним альбомом Don't Wake Me Up, що вийшов на K Records у 1999 році. Елверум гастролював протягом кількох місяців після релізу з колегою по K Records, Мірою, і, демонструючи свої таланти на виїзді, зміг створити невелику, але лояльну базу шанувальників і отримати визнання на сцені інді-музики. Виступаючи в іншому гурті K Records, Old Time Relijun, Елверум почав запис It Was Hot, We Stayed in the Water. Альбом, що вийшов на лейблі K Records у 2000 році, був найамбітнішим для Ельверума, у якому було багато гармонійних гітар, нойзу та гармоній у стилі The Beach Boys.
Наступний реліз Ельверума, The Glow Pt. 2, вийшов на K Records 2001 року. Його відзначили критики за постановку та написання пісень. Ймовірно, його найвідоміший альбом, він досліджував дуже особисті теми, згадуючи втрачене кохання та спогади дитинства. Інколи сумний, простий і ніжний («I Felt Your Shape»), іноді насичений і насичений шумом, гітарами та барабанами («The Moon»). Pitchfork Media назвала The Glow Pt. 2 як найкращий альбом 2001 року і № 73 у списку 200 найкращих альбомів 2000-х. Tiny Mix Tapes назвав його 5-м найкращим альбомом 2000-х років.
Після тривалого туру Європою та Північною Америкою (відомого як «Paper Opera Tour») Елверум повернувся до Dub Narcotic, щоб розпочати роботу над продовженням The Glow Pt.2. Mount Eerie, що вийшов на K Records 2003 року, був названий на честь гори на острові Фідалго, де Елверум провів більшу частину свого дитинства. Альбом, який складається з п'яти довгих пісень, містить розповідь, у якій Елверум гине, його з'їдають стерв'ятники і як він виявляє обличчя Всесвіту. Це поворотний момент і період усвідомлення в житті Ельверума. Як і його попередник, Mount Eerie також отримав високу оцінку критиків за його амбітне та творче виробництво.

### Розпад
У 2002 році Елверум знову гастролював по Північній Америці та Європі, виступаючи здебільшого з сольними концертами (офіційований як тур «I Will Move Away Forever and Never Come Back Ever»), перш ніж оселитися у Фінконевіка, Кєррінгой, Норвегія, де він провів зиму, живучи у зрубі. У лютому 2003 року він здійснив тур по Японії з Келвіном Джонсоном, Кайлом Філдом і токійським гуртом Moools, результатом якого був альбом Live in Japan. Альбом був зарахований до «The Microphones», у лапках, що натякало на перехід Елверума між музичними проєктами.  Live In Japan вийшов на K Records на початку 2004 року, на той час Elverum вже почали виступати під назвою Mount Eerie.

### Наступні випуски та виступи Microphones
У січні 2007 року вийшов одноразовий 7-дюймовий сингл під псевдонімом Microphones під назвою Two Songs by the Microphones. 2008 року The Glow Pt. 2 був перевиданий K Records з додатковим диском записів і раритетів. У березні 2011 року Елверум перезаписав пісню The Microphones «I Lost My Wind» для збірки Collaborate With a 1940s Wire Recorder. 2013 року чотири студійні альбоми The Microphones (на додаток до збірки синглів Song Islands) були перероблені та перевидані на власному лейблі Елверума, PW Elverum & Sun, Ltd. 2016 року вийшла збірка ранніх касетних релізів The Microphones під назвою Early Tapes: 1996—1998.
У червні 2019 року Елверум відіграв разовий концерт в Анакортесі, штат Вашингтон, під назвою The Microphones, виступаючи разом з D+, Black Belt Eagle Scout і Little Wings.
7 серпня 2020 року Елверум випустив новий альбом Microphones: Microphones in 2020. Альбом являє собою єдину пісню протяжністю 44:44 про власне життя Елверума та пошук сенсу.
13 січня 2022 року Елверум анонсував повний ретроспективний бокс-сет Completely Everything, 1996—2021, який міститиме повну дискографію Microphones; Елверум також натякнув, що це буде останній реліз The Microphones.

## Стиль
За словами Кайла Кохрана з PopMatters: «Гурт ухилявся від традиційної структури пісень, ховав мелодії під дисонансом, додавав або відмовлявся від ритм-секції в несподівані моменти, наносила гітарний дисторшн м'які пісні при кострищі, насолоджувався чітко розсіяним звуковим ландшафтом і розбирав будь-який попередній поступ, який вони створювали».

## Дискографія
- Don't Wake Me Up (1999)
- It Was Hot, We Stayed in the Water (2000)
- The Glow Pt. 2 (2001)
- Mount Eerie (2003)
- Microphones in 2020 (2020)